# Domani è un altro film (prima parte)
| Recensione     | Giudizio |
| -------------- | -------- |
| aLLMusicItalia |          |

Domani è un altro film (prima parte) è il primo album in studio del gruppo musicale italiano Dear Jack, pubblicato il 6 maggio 2014 dalla Baraonda Edizioni Musicali.

## Descrizione
Alcuni brani dell'album, come Domani è un altro film, Ricomincio da me, Irresistibile e La pioggia è uno stato d'animo, sono stati cantati dalla band durante il serale di Amici di Maria De Filippi. Il disco presenta brani scritti da autori come Dardust, Piero Romitelli, Roberto Casalino e dagli stessi Dear Jack, e prodotti da Kekko Silvestre dei Modà, Enrico Palmosi e da Diego Calvetti.

## Promozione
Il 20 aprile 2014 il gruppo ha pubblicato il singolo apripista dell'album, l'omonimo Domani è un altro film, accompagnato dal relativo video musicale tre giorni più tardi. Il singolo ha debuttato alla dodicesima posizione della Top Singoli e, nella sua quinta settimana, raggiunge la sua massima posizione, ovvero la quarta. Come secondo singolo, i Dear Jack hanno scelto La pioggia è uno stato d'animo, pubblicato il 23 giugno 2014 e anticipato tre giorni prima dal relativo videoclip, presentato in anteprima attraverso il sito del Corriere della Sera. Ricomincio da me, il terzo singolo, inizialmente previsto per il 23 agosto, è stato invece pubblicato il 29 agosto 2014. Il video è uscito in anteprima sul sito di TGcom24 il 28 agosto 2014 e, il giorno seguente, è stato pubblicato su YouTube. Il 28 novembre è stato pubblicato come singolo finale Wendy.
Dopo aver aperto i concerti dei Modà allo Stadio Olimpico di Roma e allo Stadio Giuseppe Meazza di Milano, il 4 ottobre i Dear Jack hanno intrapreso il tour Domani è un altro film tour 2014, partito a Forlì e terminato a Padova il 21 dicembre. Il 5 agosto sono state aggiunte sette tappe al tour. A settembre i Dear Jack hanno annunciato la cancellazione di quattro date del tour: le date cancellate sono quella del 12 ottobre a Perugia, quella del 19 ottobre ad Eboli, quella del 16 novembre a Novara e quella del 30 novembre a Rimini.

## Tracce
1. Domani è un altro film – 3:35 (Piero Romitelli, Davide Simonetta)
2. Ricomincio da me – 2:56 (Dario Faini, Piero Romitelli)
3. Irresistibile – 4:10 (Alessio Bernabei)
4. Anima gemella – 3:09 (Alessio Bernabei)
5. Wendy – 3:21 (Alessio Bernabei, Riccardo Ruiu, Francesco Pierozzi, Lorenzo Cantarini, Alessandro Presti)
6. Esisti solo tu – 3:44 (Cesare Chiodo, Bungaro, Alessio Bernabei)
7. La pioggia è uno stato d'animo – 3:46 (Roberto Casalino)
8. Una lacrima – 3:31 (Roberto Casalino)

## Formazione
- Alessio Bernabei – voce
- Francesco Pierozzi – chitarra elettrica, chitarra acustica
- Lorenzo Cantarini – chitarra elettrica, voce
- Alessandro Presti – basso
- Riccardo Ruiu – batteria

## Successo commerciale
L'album debutta alla seconda posizione della classifica degli album più venduti, raggiungendo la vetta nella settimana seguente. Nella sua terza settimana di pubblicazione l'album ritorna in seconda posizione, dietro a Ghost Stories dei Coldplay. In questa settimana l'album viene certificato disco d'oro per le 25 000 copie vendute. Durante la quinta settimana l'album torna al primo posto in classifica e raggiunge le 50 000 copie vendute, venendo certificato disco di platino. Nella sua sesta settimana l'album mantiene la 1ª posizione. A luglio l'album si conferma come il più venduto nel primo semestre del 2014.
Il 19 settembre 2014 il disco viene certificato doppio disco di platino per aver venduto 100 000 copie. A gennaio 2015 la FIMI stila la classifica degli album più venduti nel 2014 e il loro album si trova al 7º posto.

## Classifiche
| Classifica (2014) | Posizione massima |
| ----------------- | ----------------- |
| Italia            | 1                 |